# Richard Alfred Tapia
Richard Alfred Tapia (Los Angeles, 25 de março de 1939) é um matemático estadunidense.
É representante das minorias sub-representadas em ciência. Em reconhecimento a sua ampla contribuição, em 2005 Tapia foi nomeado University Professor da Universidade Rice em Houston, Texas, o mais elevado título acadêmico universitário dos Estados Unidos. Esta honraria foi outorgada para somente seis professores de Rice durante os noventa e nove anos de sua história. Em 28 de setembro de 2011 o president Barack Obama anunciou que Tapia estava entre os doze cientistas a serem condecorados com a Medalha Nacional de Ciências, o mais significativo prêmio que os Estados Unidos oferece a seus pesquisadores.

## Educação
- Ph.D.,  Universidade da Califórnia em Los Angeles, 1967 (Matemática)
  - Tese: "A Generalization of Newton's Method with an Application to the Euler-Lagrange Equation"[4]
  - Orientadores: Magnus Hestenes, Charles Tompkins[5]
- M.A., University of California, Los Angeles, 1966 (Matemática)
- B.A., University of California, Los Angeles, 1961 (Matemática)

## Postos universitários
- 2005–present: University Professor, Rice University
- 2005–present: Maxfield and Oshman Professor of Engineering, Rice University
- 2000–present: Adjunct Professor, College of Natural Sciences and Mathematics, University of Houston
- 1999–present: Director, Center for Excellence and Equity in Education, Rice University
- 1991 - 2005: Noah Harding Professor of Computational and Applied Mathematics, Rice University
- 1989–present: Associate Director of Graduate Studies, Office of Research and Graduate Studies, Rice University
- 1989 - 2000:Director of Education and Outreach Programs, Center for Research on Parallel Computation, Rice University
- 1986 - 1988: Lecturer, Department of Community Medicine, Baylor College of Medicine
- 1978 - 1983: Adjunct Professor, T.I.R.R., (then called the Texas Institute for Rehabilitation and Research) Baylor College of Medicine
- 1978 - 1983: Chair, Department of Mathematical Sciences, Rice University
- 1976–present: Professor of Mathematical Sciences, Rice University
- 1972 - 1976: Associate Professor of Mathematical Sciences, Rice University
- 1970 - 1972: Assistant Professor of Mathematical Sciences, Rice University
- 1968 - 1970: Assistant Professor, Mathematics Research Center, University of Wisconsin–Madison

## Honrarias e prêmios selecionados
- Medalha Nacional de Ciências, 2011.
- Hispanic Heritage Award in Math and Science, September 2009.[6]
- Society for Industrial and Applied Mathematics (SIAM) Prize for Distinguished Service to the Profession, Portland OR, July 2004.[7][8]
- Community Service Award, University of California Los Angeles Alumni Association, Los Angeles, California, May 2004.
- Hispanic Engineer & Information Technology Magazine, "One of the 50 Most Important Hispanics in Technology and Business" April 2004.
- Distinguished Public Service Award, American Mathematical Society, Phoenix, Arizona, January 2004.
- Texas Science Hall of Fame Inductee, Institute of Texan Cultures, University of Texas, San Antonio, Texas, January 2002.
- Reginald H. Jones Distinguished Service Award, NACME, Inc., Baltimore, Maryland, October 2001.
- Distinguished Scientist Award, Society for the Advancement of Hispanics/Chicanos and Native Americans in Science (SACNAS) National Conference, Atlanta, Georgia, October 2000.
- 1999 Giants in Science Award, Quality Education for Minorities (QEM) Network, Washington, DC, February 1999.
- 1997 Lifetime Mentor Award, American Association for the Advancement of Science, Philadelphia, Pennsylvania, February 1998.
- Recipient of the Presidential Award for Excellence in Science, Mathematics, and Engineering Mentoring, National Science Foundation, Washington, DC, September 1996.
- Appointed to the National Science Board by President Clinton, August 1996.
- National Academy of Engineering, February 1992.
- Was chosen to have a "Celebration of Diversity in Computing" conference [9] named after him (usually held biannually [10]).  Actually, maybe that should be 1.5 conferences, counting [half of] the Blackwell-Tapia_prize#Blackwell-Tapia_Conference.